# Wiktor Wassiljewitsch Danilewski
Wiktor Wassiljewitsch Danilewski (russisch Виктор Васильевич Данилевский; * 23. Augustjul. / 4. September 1898greg. im Dorf Jaresky, Gouvernement Poltawa; † 9. August 1960 in Leningrad) war ein russisch-sowjetischer Technikhistoriker und Hochschullehrer.

## Leben
Danilewski studierte am Polytechnischen Institut Charkow mit Abschluss 1923 nach dem Russischen Bürgerkrieg und arbeitete dann in Industriebetrieben in Charkow.
Danilewski lehrte am Polytechnischen Institut Charkow und leitete ab 1928 als Professor den Lehrstuhl für Technikgeschichte. Ab 1929 führte er Expeditionen zur Untersuchung der Überreste alter Bergwerke, Staudämme, militärischer Bauwerke u. a. durch.
1936 wechselte Danilewski zum Polytechnischen Institut Leningrad und wurde Professor und Leiter des Lehrstuhls für Elektrotechnik. 1948 wurde er zum Vollmitglied der Akademie der Wissenschaften der UdSSR gewählt.
Danilewskis Forschungsschwerpunkt war die Geschichte der technischen Literatur im ersten Viertel des 18. Jahrhunderts. Insbesondere untersuchte er die Strukturierung der Fachbücher und ihre Ausstattung mit Abbildungen und Tabellen, wobei er die hohe Druckqualität dieser Bücher und auch der Logarithmentafeln feststellte. In seinem Buch über die russische Technik beschrieb er auch die Entwicklung  der Buchdrucktechnik. Allerdings entsprachen nicht alle Geschichten in dem Buch, das 1947 zu Beginn des  Kampfes gegen den Kosmopolitismus der historischen Realität. So stellte er den fiktionalen Aeronauten Krjakutnoi vor, der 1731 lange vor den Brüdern Montgolfier den ersten Ballonflug durchgeführt habe, und den Arzt Iwan Smera als ersten russischen Buchdrucker. Danilewskis letztes Werk über den ersten namentlich bekannten russischen Drucker Iwan Fjodorow blieb unvollendet.
Nach Danilewskis Tod wurde seine persönliche Bibliothek mit einigen Tausend in- und ausländischen Werken größtenteils von seinen Erben der Wissenschaftsbibliothek der Leningrader Filiale des Instituts für Naturwissenschaft- und Technikgeschichte übergeben.

## Ehrungen, Preise
- Stalinpreis 1941 im Bereich Wissenschaft (verliehen 1942) für die Bücher  über die Geschichte der Wasserkraftanlagen in Russland bis zum 19. Jahrhundert (1940) und über den russischen Dampfmaschinenerfinder Iwan Polsunow (1941)
- Stalinpreis 1948 im Bereich Wissenschaft (verliehen 1949)